# Christian Lundqvist
Björn Bertil Christian Lundqvist, kallad Kicken, född 5 augusti 1971 i Uppsala, är en svensk trummis.
Kicken är mest känd som trumslagare, tv-profil och vinstutdelare i tv-programmet Postkodmiljonären. Kicken är en av grundarna av bandet The Poodles, där han spelat trummor under bandets aktiva år 2005 till 2018.  
The Poodles var ett turnerande coverband mellan åren 1999 och 2005, och fick sitt stora genombrott 2006 när de som första hårdrocksband tävlade i Melodifestivalen med låten Night of Passion. Bidraget gick direkt till final och knep senare en fjärde plats i tävlingen.  
2008 medverkade The Poodles återigen i Melodifestivalen, då tillsammans med E-type och låten Line of Fire.
Kickens yrkesbana började redan i tonåren på Arlanda, där ha sedan blev terminalchef. Under flera år var han aktiv som trummis i bandet R.A.W och Peter and the Chiefs. Kicken har även spelat tillsammans med Saxon-sångaren Biff Byford, och hörs spela trummor på albumet School of Hard Knocks.   
Lundqvist har medverkat i flera tv-program, bland annat Sommarkrysset i TV4, Underdogs på SVT, Fångarna på fortet i TV4, Stjärnor på is, Let's Dance, Helt magiskt och Babben & co.   

## Discografi

### Album
1996 – R.a.w – Now we're cooking
2006 – The Poodles – Metal Will Stand Tall
2007 – The Poodles – Sweet Trade
2008 – The Poodles – Sweet Trade, New edition
2009 – The Poodles – Clash of the Elements
2010 – The Poodles – No Quarter, live
2011 – The Poodles – Performocracy
2013 – The Poodles – Tour the force
2015 – The Poodles – Devil in the Details 
2018 – The Poodles – Prisma
2020 – Biff Byford – School of Hard Knocks
2021 – Crowne – Kings in the North
2022 – Dampf – Arrival
2023 – Crowne – Operation Phoenix